# Walec (maszyna)

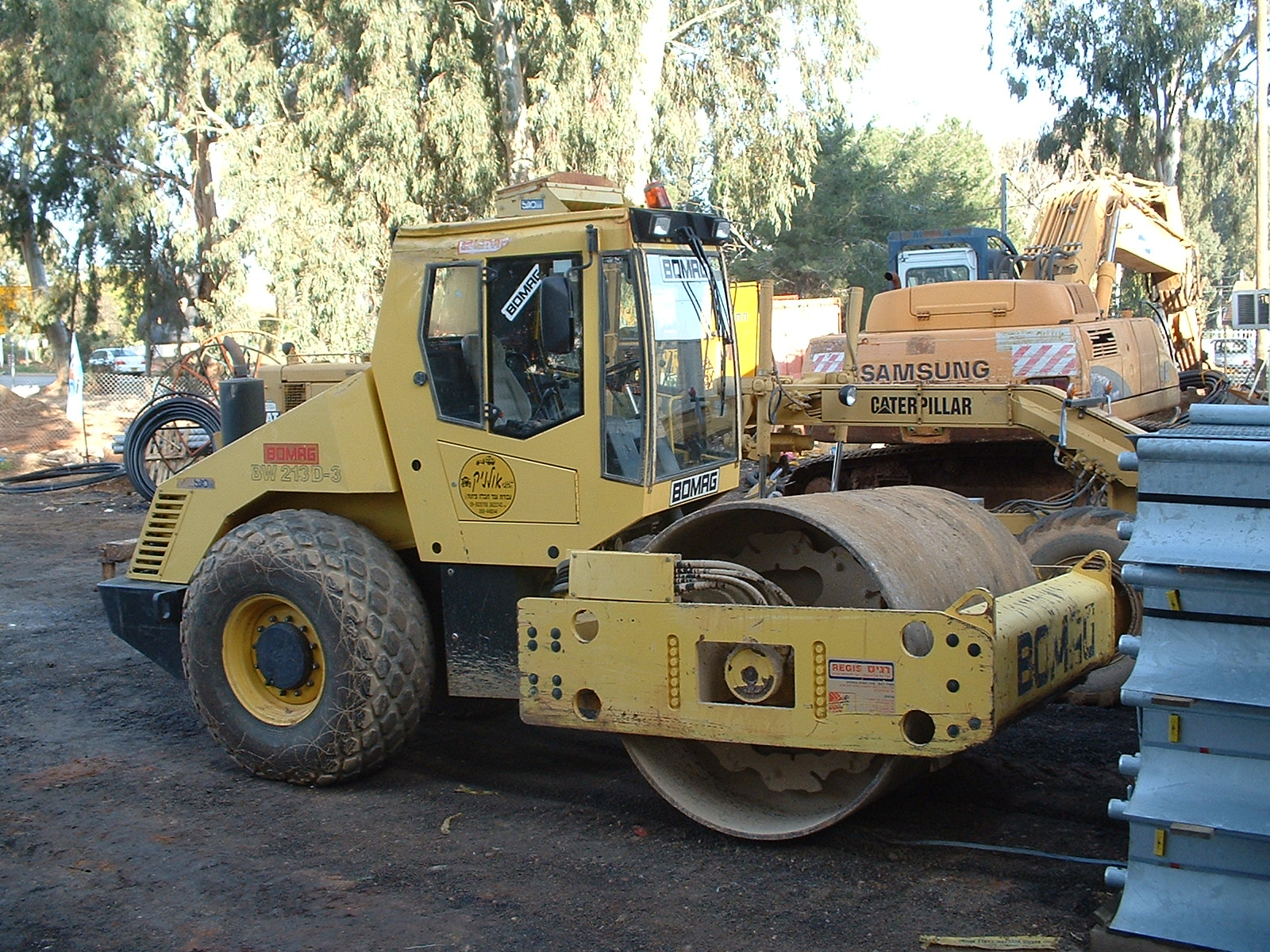
Walec do robót ziemnych

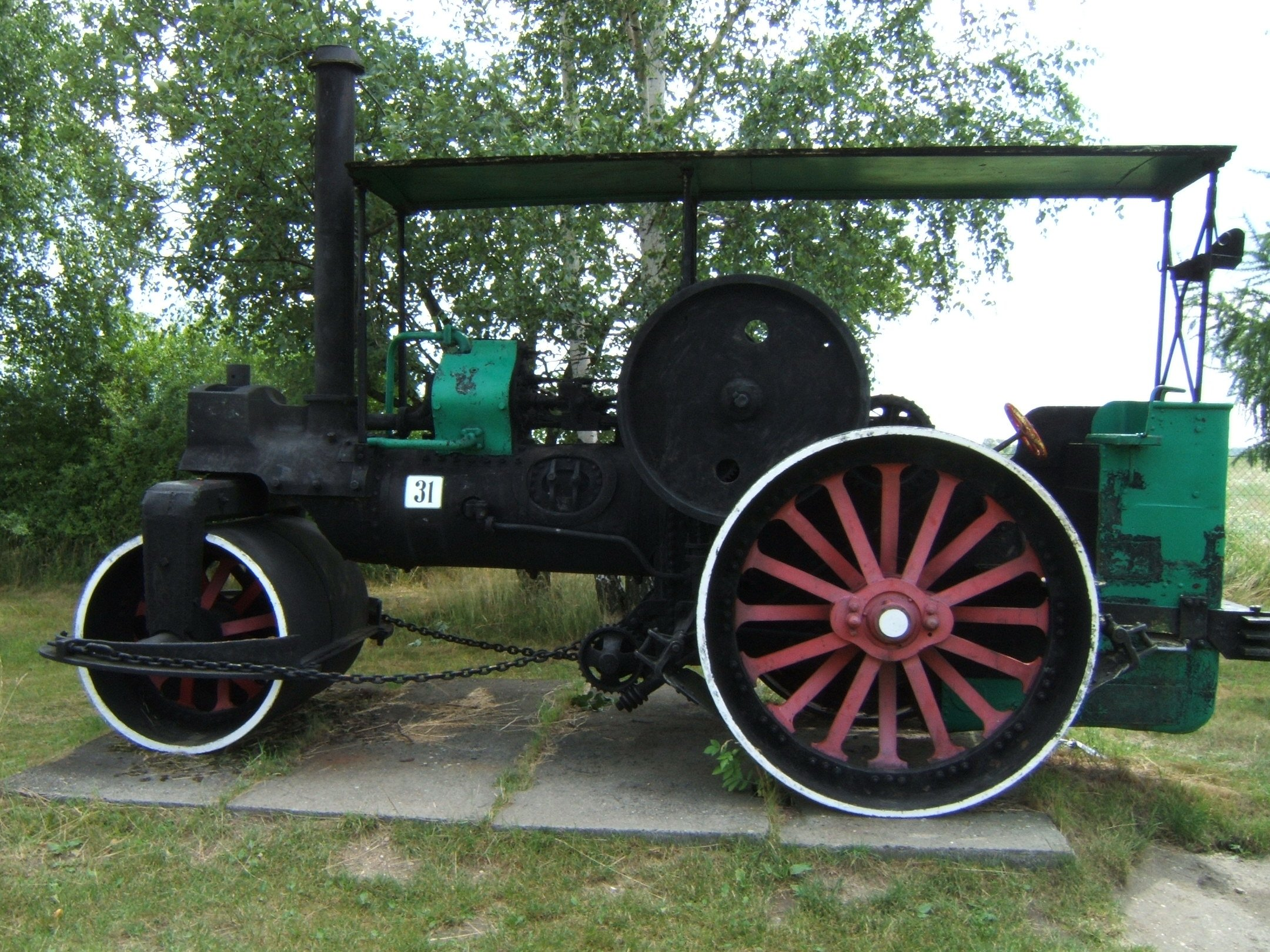
Zabytkowy walec drogowy parowy znajdujący się w Skansenie Maszyn Parowych przy Zabytkowej Kopalni Srebra w Tarnowskich Górach

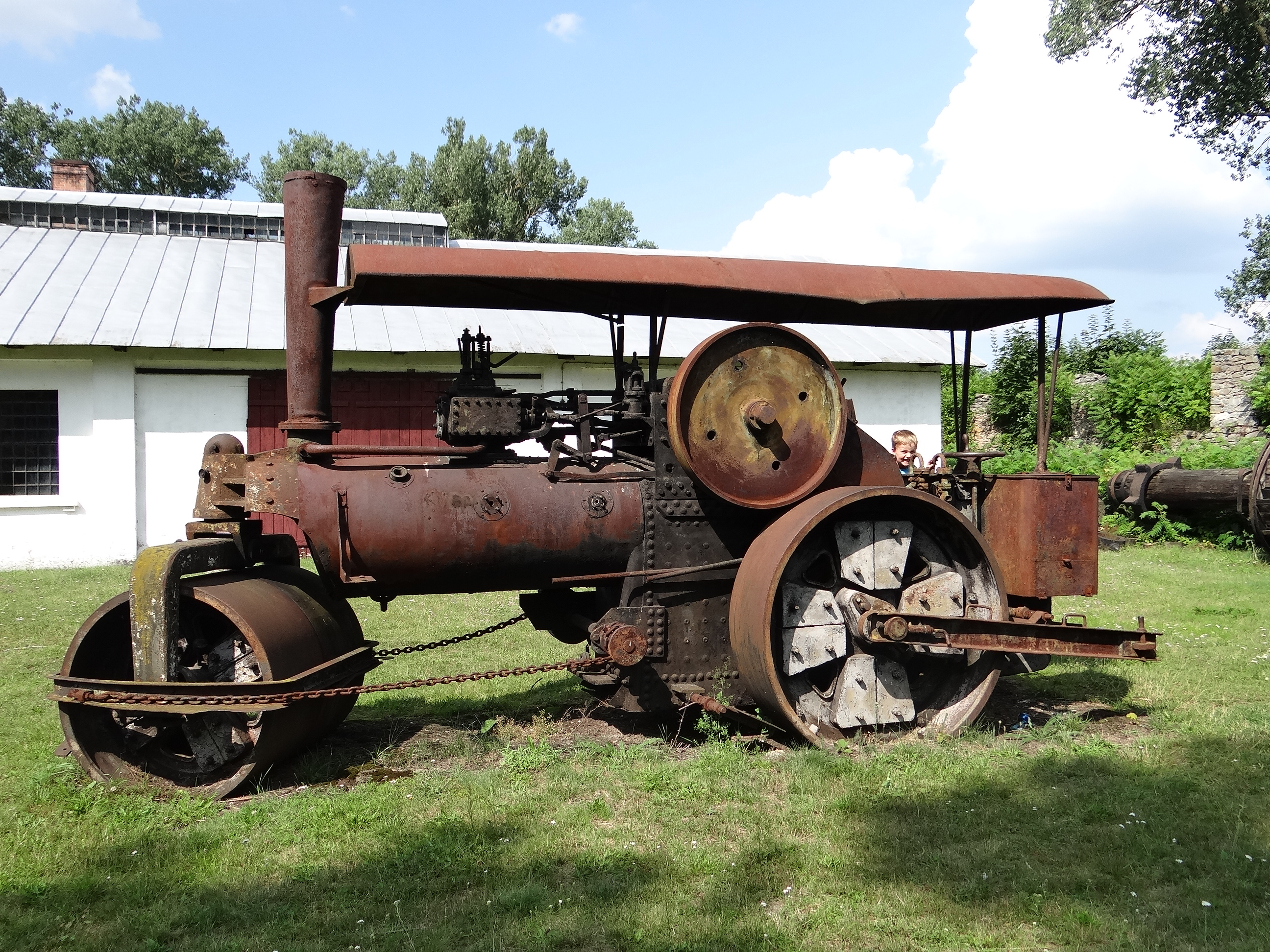
Zabytkowy walec drogowy parowy znajdujący się w Muzeum Zagłębia Staropolskiego w Sielpi

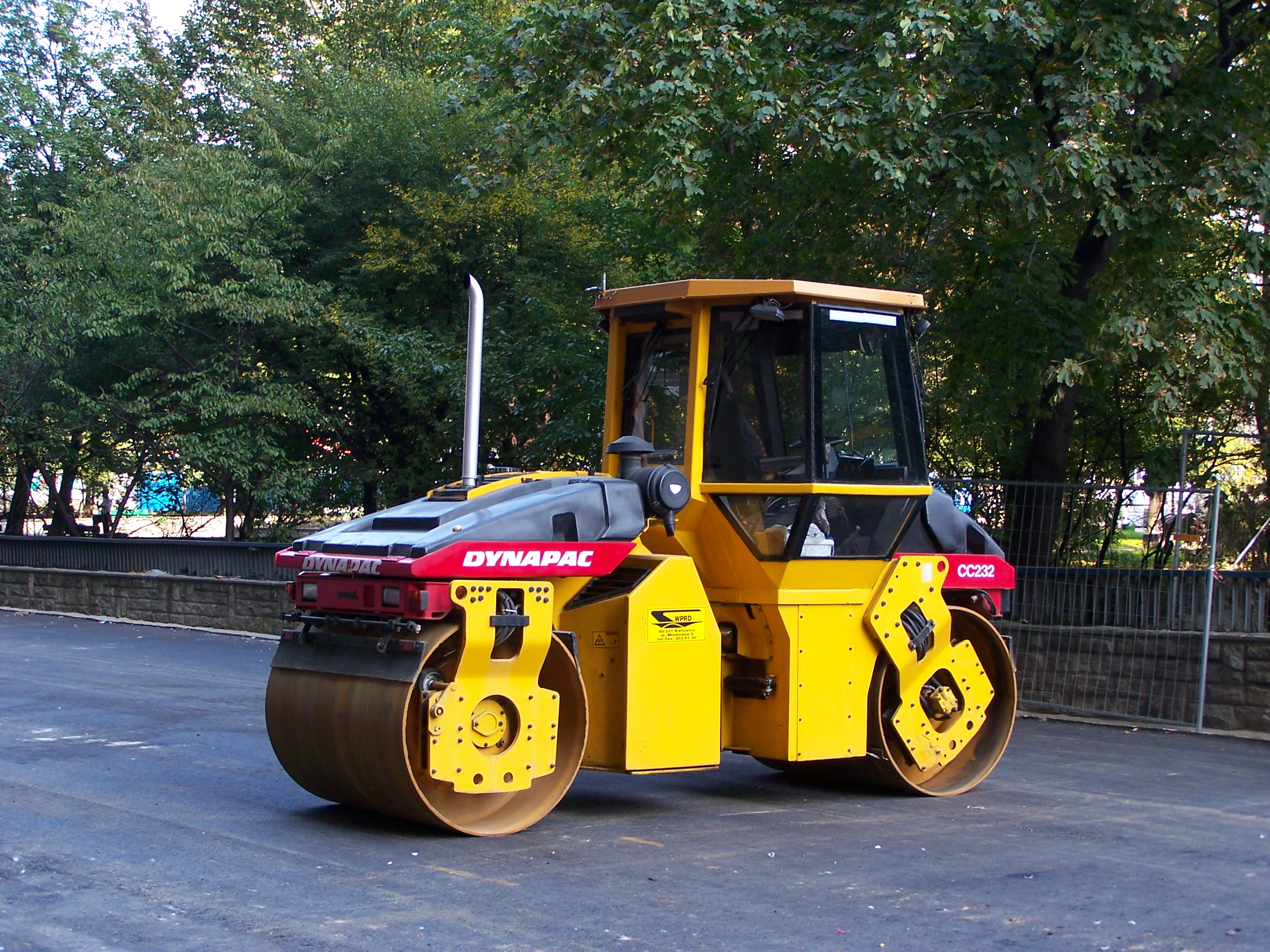
Walec Dynapac CC232

Walec – maszyna lub część maszyny służąca do walcowania (np. część walcarki) lub zagęszczania (np. walec budowlany).
Walec budowlany to maszyna do zagęszczania gruntów w robotach ziemnych lub zagęszczania mas nawierzchniowych przy budowie dróg, poprzez nacisk sztywnych lub podatnych kół-wałów podczas jazdy.

## Podział
- ze względu na oddziaływanie na podłoże
  - walce statyczne – oddziałują własną masą, na niewielką głębokość. Używane są najczęściej do prac końcowych w robotach drogowych, dogęszczania górnych warstw nasypów, zagęszczania podsypek pod fundamenty
  - walce wibracyjne – jednoczesne oddziaływanie statyczne i dynamiczne, odpowiedni układ wirujących mas zapewnia drgania o częstości do 50 Hz. Ich głębokość oddziaływania sięga 2 m

- ze względu na sprężystość wałów
  - walce stalowe
  - walce ogumione (wały podatne w formie zestawów kół ogumionych)

- ze względu na kształt wałów
  - gładkie
  - okołkowane
  - tarczowe
  - siatkowe
  - kompaktory

- ze względu na liczbę i usytuowanie wałów
  - jednowałowe
  - dwuwałowe dwuosiowe
  - trzywałowe trzyosiowe
  - trzywałowe dwuosiowe
  - czterowałowe dwuosiowe

- ze względu na napęd
  - ręcznie prowadzone
  - przyczepne
  - samojezdne (z napędem na jedną, dwie lub trzy osie)
    - zdalnie sterowane

- ze względu na konstrukcję ramy
  - sztywne
  - przegubowe

- walce kombinowane – połączenie różnych rodzajów wałów
- walce specjalne – do zagęszczania skarp, rowów, wysypisk odpadów

Dodatkowo w walcach jako osprzęt wspomagający stosuje się czasem lemiesz. W starszych rozwiązaniach stosowano zrywaki.